# Deekshabhoomi
Deekshabhoomi bzw. Dikshabhumi ist ein heiliges Bauwerk des Buddhismus. Es wurde an der Stelle errichtet, an der Babasaheb Ambedkar am 14. Oktober 1956 mit seinen etwa 380.000 Anhängern zum Buddhismus konvertierte. Ambedkars Konversion zum Buddhismus ist immer noch ein Vorbild für die indische Bevölkerung.
Deekshabhoomi befindet sich in Nagpur im Bundesstaat Maharashtra, einem Wallfahrtsort des Buddhismus in Indien. Jährlich besuchen tausende Pilger Deekshabhoomi, besonders am Ashok Vijaya Dashmi und am 14. Oktober. Eine große Stupa wurde an dem Ort errichtet.
Deeksha bedeutet wörtlich Akzeptanz von Religion. Deeksha entspricht im Buddhismus der Taufe im Christentum. Bhoomi bedeutet Land. Also bedeutet Deekshabhoomi wortwörtlich „das Land, wo die Menschen zum Buddhismus bekehrt werden“. Deekshabhoomi ist einer der beiden wichtigsten Orte im Leben von Ambedkar, der andere ist Chaityabhoomi in Mumbai.
Deekshabhoomi ist berühmt für seine architektonische Schönheit und historische Wichtigkeit. Es ist außerdem eines der wichtigsten Touristikzentren in Indien.

## Geschichte

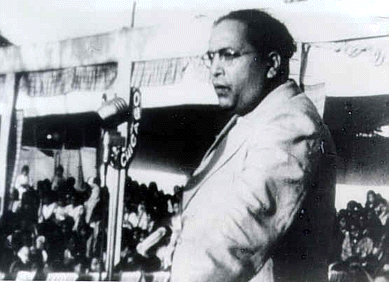
Ambedkar hält eine Rede auf einer Kundgebung in Yeola, Nasik, am 13. Oktober 1935

Ambedkar hatte bereits 1935 erklärt, dass er zwar als Hindu geboren wurde, aber nicht als solcher sterben würde. Nach dieser Erklärung studierte er ausgiebig die Lehren aller großen Religionen und wählte dann den Buddhismus für sich und seine Anhänger.
Er wählte Nagpur für die Zeremonie aus, da es die Heimat der Nag war, ein Volk, das den Buddhismus angenommen und ihn mit großem Aufwand in seiner Frühzeit unterstützt hat. Am 14. Oktober 1956 übernahmen Ambedkar und seine Frau Savita Ambedkar den Eid der Drei Juwelen und die Fünf Silas von Mahasthavir Chandramani. Anschließend übergab Ambedkar den Eid der Drei Juwelen, die fünf Silas und 22 Gelübde an seine tausenden Anhänger.
Ambedkar starb am 6. Dezember 1956, gerade einmal 6 Wochen nach der Zeremonie. Nach seinem Tod wurde die Dr. Ambedkar Smarak Samiti zur Verwaltung von Deekshabhoomi gegründet. Das Komitee beschloss, eine Stupa an der Stelle als Denkmal für die Zeremonie und die Konvertierung einer solchen Menschenmenge zum Buddhismus zu errichten.

## Architektur

### Baugeschichte
Die Stupa von Deekshabhoomi wurde von dem berühmten Architekten Sheo Dan Mal entworfen. Der Bau der Stupa startete im Juli 1978, aber es dauerte lange, bis sie fertiggestellt wurde. Das Unternehmen Sagar Enterprise of Mumbai beendete die Rohbauarbeiten. Die Stupa wurde am 18. Dezember 2001 nach einer offiziellen Einweihung durch den indischen Präsidenten K. R. Narayanan an die Öffentlichkeit übergeben.

### Stupa
Das Design der Stupa in Deekshabhoomi basiert auf der Architektur der weltbekannten Stupa von Sanchi. Im Gegensatz zur Stupa von Sanchi ist die Stupa von Deekshabhoomi innen völlig hohl. Es ist die größte freitragende buddhistische Stupa weltweit. Im Erdgeschoss befindet sich eine 64 × 64 Meter große quadratische Halle. In der Mitte dieser Halle befindet sich eine Statue von Buddha. Diese wurde von thailändischen Studenten der Universität von Nagpur gestiftet. Außerdem befinden sich dort eine Bibliothek und eine Fotoausstellung mit Bildern aus dem Leben von Gautama Buddha und Ambedkar.
Über der Halle befindet sich die Kuppel. Rund um die Kuppel verläuft eine Veranda. An allen vier Seiten der Kuppel befindet sich ein Springbrunnen. Für die Böden der Stupa wurde Marmor aus Dholpur, Rajasthan verwendet. An allen vier Seiten der Stupa befinden sich Türen. Die Türen öffnen sich in großen Bögen, die mit Ashok Chakren und Statuen von Pferden, Elefanten und Löwen geschmückt sind, die ein altertümliches Aussehen verleihen.
Rund um die Stupa befindet sich ein Garten, der von der Nagpur Improvement Trust instand gehalten wird. Vor der Stupa stehen Statuen von Ambedkar und Gautama Buddha.

### Vihar und die Pappel-Feige
Rechts vor der Stupa befindet sich eine Buddha Vihara mit einer bronzenen Buddha-Figur. Außerdem befinden sich dort Einrichtungen für die dort lebenden Mönche.
Neben der Vihara steht eine Pappel-Feige, ein heiliger Feigenbaum. Diese Pappel-Feige ist aus drei Zweigen der Pappel-Feigen von Anuradhapuram in Sri Lanka gewachsen, die in Deekshabhoomi eingepflanzt wurden. Bhadant Anand Kausalyayan brachte diese Zweige im Gedenken an Buddhas Erleuchtung aus Sri Lanka mit.

## Tourismus
Deekshabhoomi wird jährlich von tausenden einheimischen und ausländischen Touristen besucht, hauptsächlich zum Jahrestag der Bekehrungszeremonie. Die ausländischen Touristen stammen überwiegend aus buddhistischen Ländern wie Japan und Thailand.